# Contea di Morgan (Indiana)
La contea di Morgan (in inglese Morgan County) è una contea dello Stato dell'Indiana, negli Stati Uniti. La popolazione al censimento del 2000 era di 66 689 abitanti. Il capoluogo di contea è Martinsville.